# Olaf Fjord

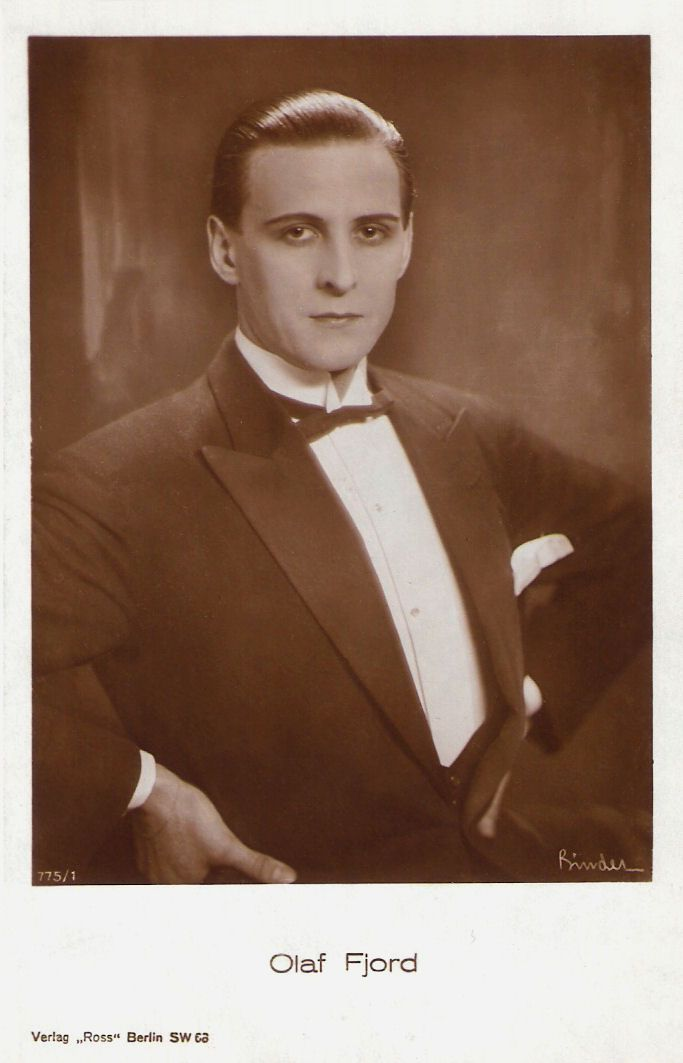
Olaf Fjord, etwa 1925

Olaf Fjord, gebürtig Amilian Maximilian Pouch (* 3. August 1897 in Graz; † 19. April 1945 in Wien), war ein österreichischer Schauspieler, Filmregisseur und Filmproduzent.

## Leben
Er kam mit seinen Eltern im Alter von drei Jahren nach Bosnien-Herzegowina und wuchs dort in einem Benediktinerkloster auf. Während des Ersten Weltkrieges diente er zeitweise beim Militär.
Noch während des Krieges ließ er sich in Wien gesanglich ausbilden und absolvierte eine Kaufmannslehre. Im Winter 1917/18 wurde er von dem dänischen Regisseur Einar Zangenberg für den Film entdeckt.
Er nahm den Künstlernamen Olaf Fjord an und war als Schauspieler in zahlreichen österreichischen, französischen, tschechischen und amerikanischen Stumm- und Tonfilmproduktionen zu sehen. Unter anderem verkörperte er 1921 in der Biografie Ludwig II. den Bayernkönig Ludwig II. In seiner Vita bezeichnete er sich wiederholt als Norweger.

Werbung der neugegründeten Fjord-Film in der Neuen Kino-Rundschau

Gemeinsam mit Harald Gurschner, dem Sohn des Bildhauers Gustav Gurschner und der Schriftstellerin Paul Althof, gründete er 1920 die Filmproduktionsfirma Fjord-Film. Als Produzent trat er mit seiner im Juni 1934 gegründeten Olaf Fjord Film Produktion GmbH durch eine frühe Fassung des mehrfach adaptierten Stoffes Ferien vom Ich (1934, nach dem Roman von Paul Keller) und die Verfilmung der Knut-Hamsun-Novelle Pan (1937), welche er nach der Erkrankung des Regisseurs Josef Rovenský selbst inszenierte und fertigstellte, im nationalsozialistischen Deutschland hervor. Sein Versuch, den Roman Gösta Berling zu verfilmen, scheiterte 1938. Im Januar 1939 wanderte er in die USA aus, wo er eine Zeitlang lebte.
Sein Halbbruder war der Schauspieler Oskar Pouché. 1923 spielten sie auch im Film zwei Brüder in „Die Kuriere des Kaisers“ und standen auch in „Zwei Menschen“ gemeinsam vor der Kamera. Schauspieler Victor Varconi war Fjords Cousin.

## Filmografie (als Schauspieler)
| - 1920: Der Herzog von Reichstadt - 1920: Der Graf von Imola (Kurzfilm nach der gleichnamigen Novelle von Paul Althof; auch Produktion) - 1920: Paulchen, das Millionenbaby (auch Regie und Produktion) - 1920: Die Pendeluhr (auch Produktion, Regie: Harald Gurschner) - 1922: Ludwig II. - 1922: Napoleon in Schönbrunn - 1922: Monna Vanna - 1923: Der Löwe von Venedig - 1924: Der Weg zu Gott - 1924: Der Mann um Mitternacht - 1924: Zwei Menschen - 1924: Der gestohlene Professor - 1924: Die schönste Frau der Welt - 1925: Ein Lebenskünstler - 1925: Frauen, die nicht lieben dürfen - 1925: Luxusweibchen | - 1925: Der Mann, der sich verkauft - 1925: Götz von Berlichingen zubenannt mit der eisernen Hand - 1926: Ich hatt’ einen Kameraden - 1927: Madonna im Schlafwagen (La madone des sleepings) - 1927: Napoleon (als Horatio Nelson) - 1928: Le désir - 1928: Mon coeur au ralenti - 1929: Das Geständnis der Drei - 1929: Kameradschaftsehe (Kamarádské manzelství) - 1929: Erotik (Erotikon) - 1929: Indizienbeweis - 1930: Dzungle velkomesta - 1930: Tarakanova, die falsche Zarentochter (Tarakanova) - 1931: 1914, die letzten Tage vor dem Weltbrand - 1931: Kennst Du das Land - 1932: Kavaliere vom Kurfürstendamm - 1934: Ferien vom Ich (nur Produktion) - 1935: Alles um eine Frau - 1937: Pan. Das Schicksal des Leutnants Thomas Glahn (nur Regie und Produktion) |

## Einzelbelege
1. ↑  Landesarchiv Berlin, Heiratsregister Standesamt Berlin-Wilmersdorf, Nr. 936/1931
2. ↑  Vgl. Eintragungen im Handelsregister des Handelsgerichts Wien vom 30. Jänner 1920 (Abteilung C) in: Amtsblatt zur Wiener Zeitung vom 19. Februar 1920, S. 148 (Digitalisat bei ANNO). In der Lindengasse 9 – der eingetragenen Adresse der Fjord-Film – befanden sich Wohnung und Bildhauerwerkstatt der Gurschners.
3. ↑  Berliner Handelsregister HRB Nr. 49103
4. ↑  Kay Weniger: Das große Personenlexikon des Films. Die Schauspieler, Regisseure, Kameraleute, Produzenten, Komponisten, Drehbuchautoren, Filmarchitekten, Ausstatter, Kostümbildner, Cutter, Tontechniker, Maskenbildner und Special Effects Designer des 20. Jahrhunderts. Band 3: F – H. Barry Fitzgerald – Ernst Hofbauer. Schwarzkopf & Schwarzkopf, Berlin 2001, ISBN 3-89602-340-3, S. 10.
5. ↑  Quelle: Die Filmwelt, Nr. 3, Jg. 1923, S. 4f.
6. ↑  Quelle: Die Filmwoche, Nr. 41, Jg. 1926, S. 974.
7. ↑  Quelle: Die Filmwoche, Nr. 48, Jg. 1925, S. 1140.
8. ↑  Kurzrezension („Filme der Woche“) in: Das Kleine Volksblatt, 3. Juli 1938, S. 18 (Digitalisat bei ANNO).